# Razdolni (Korenovsk, Krasnodar)
Razdolni (del ruso: Раздольный) es un posiólok del raión de Korenovsk del krai de Krasnodar, en Rusia. Está situado en las tierras bajas de Kubán-Azov, al sur del curso del río Beisug, 27 km al norte de Korenovsk y 86 km al nordeste de Krasnodar, la capital del krai. Tenía 377 habitantes en 2010.
Pertenece al municipio Novoberezanskoye.